# Odontomyia interrupta
Odontomyia interrupta är en tvåvingeart som beskrevs av Olivier 1811. Odontomyia interrupta ingår i släktet Odontomyia och familjen vapenflugor. Inga underarter finns listade i Catalogue of Life.